# Maxmilián z Ditrichštejna
Maxmilián kníže z Ditrichštejna (německy Maximilian Fürst von und zu Dietrichstein; 27. června 1596 Mikulov – 6. listopadu 1655 Mikulov) byl moravský a rakouský šlechtic, státník, diplomat a dvořan z rodu Ditrichštejnů, synovec kardinála Františka z Ditrichštejna. Zastával nejvyšší funkce u císařského dvora, byl též moravským zemským hejtmanem a rytířem Řádu zlatého rouna. Vlastnil rozsáhlý majetek na Moravě a v Rakousku, jeho hlavním sídlem byl Mikulov, kde je také pohřben. Jeho nevlastním bratrem byl státník Jan Maxmilián z Lambergu.

## Původ a kariéra ve službách Habsburků

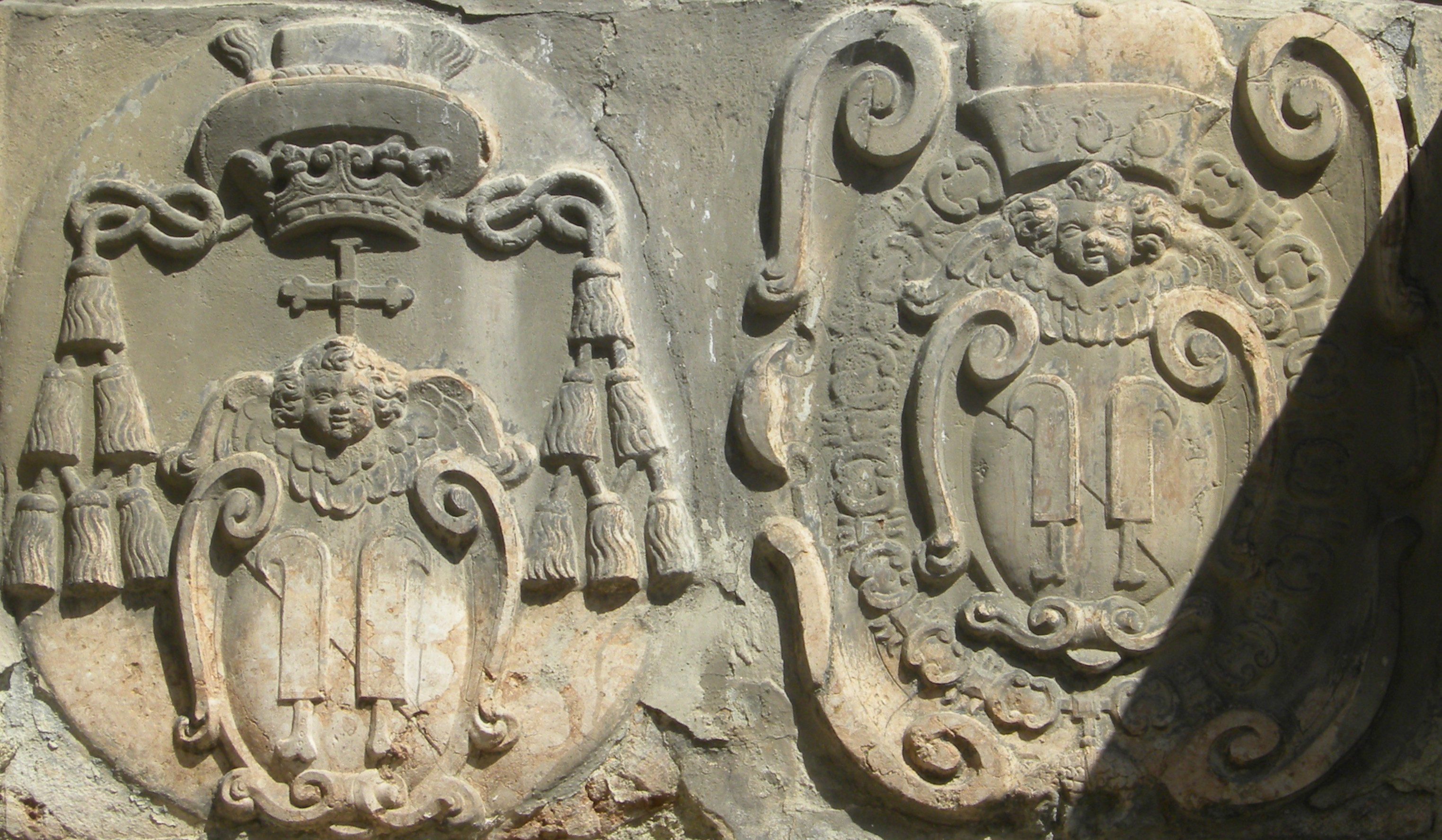
Erb kardinála Františka z Ditrichštejna a knížete Maxmiliána nad vchodem kostela sv. Josefa v Brně

Narodil se jako druhorozený syn Zikmunda z Ditrichštejna (1561–1602), který zastával zemské úřady na Moravě, a jeho manželky italské šlechtičny Giovanny Scaligerové (Johanny von der Leiter, 1574–1649). Měl tři bratry, všichni ale zemřeli předčasně. Jeho sestra Markéta Františka se provdala za Václava Viléma Popela z katolického rodu Lobkoviců. Zemřela při porodu syna Františka Josefa v roce 1617 jako sedmnáctiletá dívka.
V šesti letech přišel o otce a jeho poručníkem se stal strýc, olomoucký biskup František z Ditrichštejna. V dětství se stal pážetem arcivévody Albrechta, později přešel do služeb arcivévody Matyáše a již v šestnácti letech sehrál důležitou úlohu v sourozeneckém sporu o moc mezi Rudolfem II. a Matyášem. V roce 1612 byl povýšen do hraběcího stavu, stal se císařským komorníkem a štolbou. Po nástupu Ferdinanda II. zastával funkci nejvyššího hofmistra císařovny Eleonory (1621–1636). Mezitím byl závětí svého strýce Františka již v roce 1615 předurčen jako jeho univerzální dědic, což se odrazilo v udělení knížecího titulu (1631), navíc se v roce 1634 stal rytířem Řádu zlatého rouna.
Po smrti Františka z Ditrichštejna v roce 1636 převzal správu obrovského majetku na Moravě, kde byl druhým největším vlastníkem půdy. V souvislosti s tím rezignoval na posty u dvora, ale svého strýce následoval v úřadu moravského zemského hejtmana (1637–1648[zdroj?]). Na konci třicetileté války působil jako diplomat v Polsku, kde se snažil přesvědčit krále Vladislava IV. k podpoře Habsburků, později podnikl diplomatickou cestu do Bavorska. V letech 1648–1649 byl nejvyšším hofmistrem císařovny Marie Leopoldiny a nakonec se stal nejvyšším hofmistrem císaře Ferdinanda III. (1650–1655). Od roku 1651 byl též členem tajné rady a státní konference. V návaznosti na aktivity svých předků patřil k neoblomným stoupencům Habsburků a prošpanělsky orientované politiky. Z korespondence jeho současníků ale vyplývá, že byl spíše jen vlivným a vysoce postaveným dvořanem, zatímco k přímému řízení státních záležitostí habsburské monarchie předpoklady neměl.

## Majetkové poměry

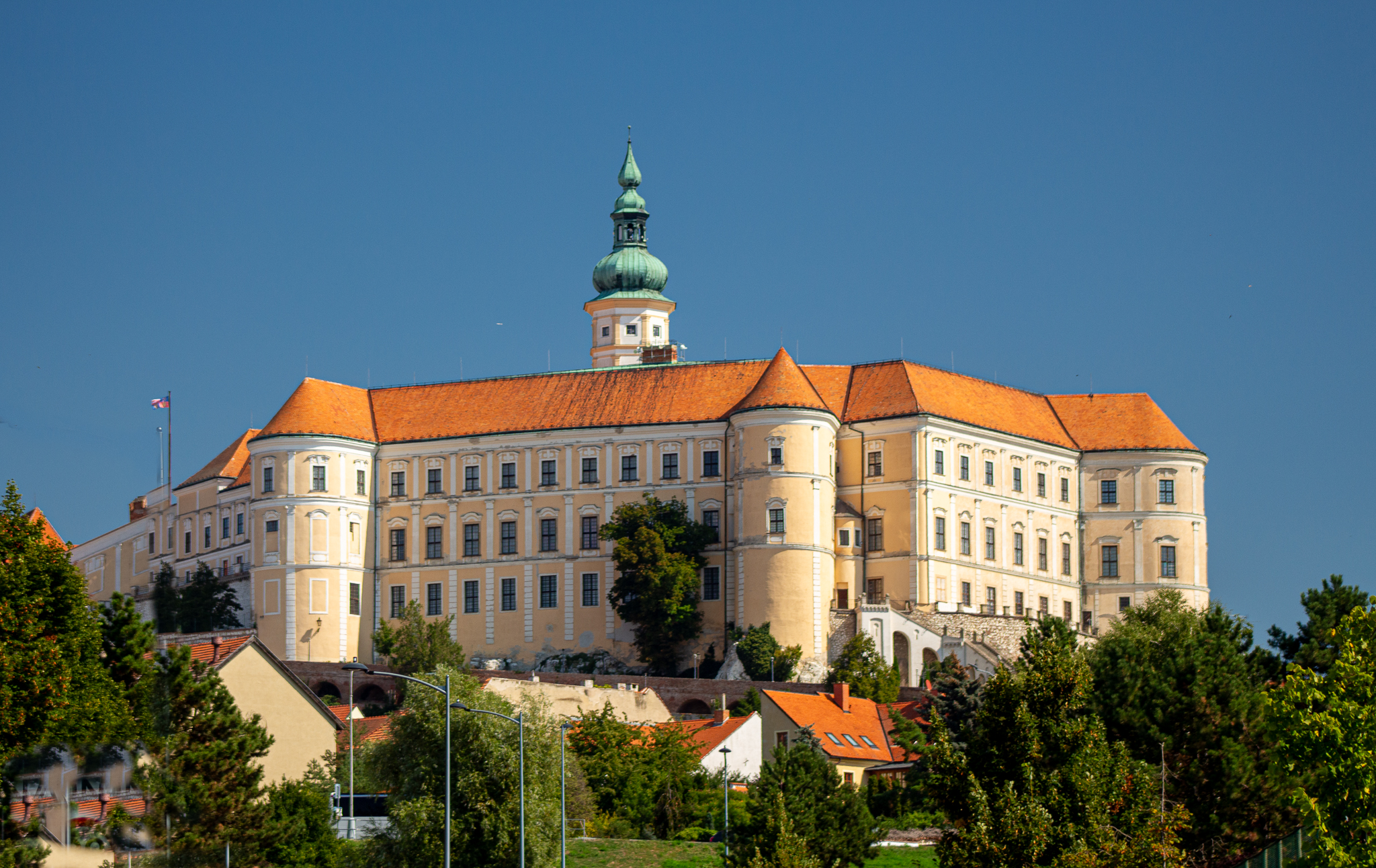
Hlavní rodové sídlo v Mikulově

Po otci byl dědicem panství Hollenburg v Korutansku, v rámci pobělohorských konfiskací získal krátce do svého majetku statky ve Slezsku (Slezské Rudoltice) a v Dolním Rakousku (Fünfkirchen). V roce 1636 převzal po strýci Františkovi obrovský majetek na Moravě (Mikulov, Žďár nad Sázavou, Polná, Přibyslav, Lipník nad Bečvou, Helfštýn, Hranice, Nové Město na Moravě ad.) Většina statků byla závětí kardinála Františka z Ditrichštejna zahrnuta do fideikomisu, Maxmilián ale hned po převzetí dědictví začal vyjednávat o možnostech část majetku prodat na úhradu vysokých dluhů. V roce 1638 prodal svému hospodářskému správci Šimonu Kratzerovi panství Nové Město na Moravě. Po dlouhém vyjednávání prodal v letech 1638–1639 řádu cisterciáků rozsáhlé panství Žďár nad Sázavou za 146 000 zlatých, později na Vysočině prodal ještě Horní Studenec (1648).
Na hlavním rodovém sídle v Mikulově pokračoval ve stavebních úpravách zahájených již za kardinála Františka z Ditrichštejna, po roce 1645 vybudoval hospodářské budovy zámku včetně rozsáhlých vinných sklepů a největšího sudu na světě (1643). V Mikulově byla také dokončena stavba kostela sv. Anny s pozdější rodovou hrobkou. Stavební úpravy s budováním zahrad proběhly v Lipníku nad Bečvou, zatímco jiná sídla po vpádu švédských vojsk zůstala v ruinách (Polná). Jako moravský zemský hejtman obýval rodový palác v Brně na Zelném trhu, ale když v roce 1648 přešel ve vysokých funkcích do Vídně, tento palác daroval řádu františkánek jako náhradu za jejich válkou zničený klášter. Za švédského vpádu na Moravu pobýval Maxmilián z Ditrichštejna jako diplomat v Polsku, švédskou okupací značně utrpěly Mikulov a Polná, zatímco hrad Helfštýn se Švédům nepodařilo dobýt. Právě Helfštýn byl ale později určen k demolici, aby nemohl sloužit nepříteli jako opěrný bod. K poboření Helfštýna došlo až po Maxmiliánově smrti (1656).

### Manželství a potomstvo

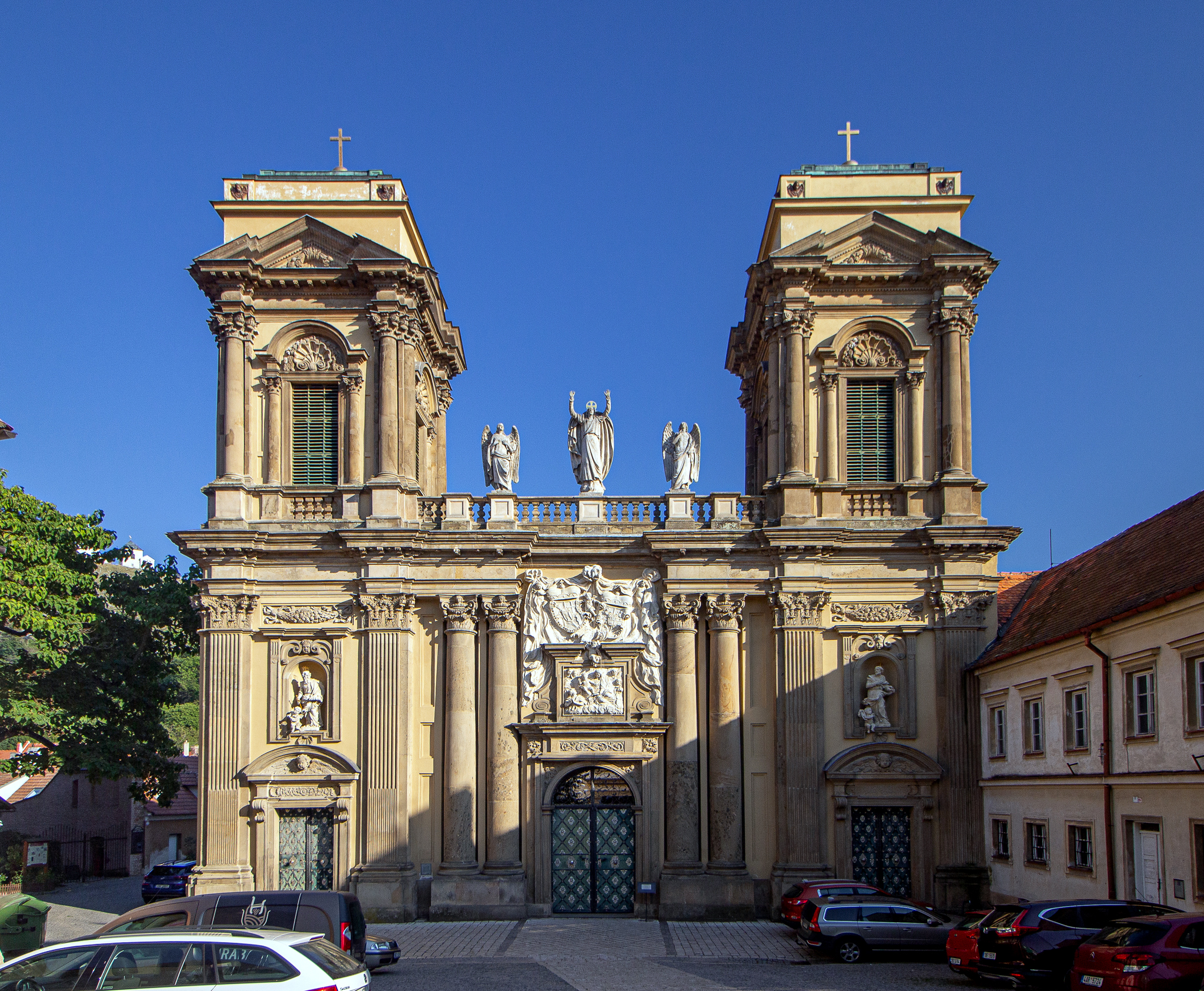
Ditrichštejnská hrobka v Mikulově

Maxmilián z Ditrichštejna byl dvakrát ženatý a měl celkem 17 dětí. Poprvé se oženil v Lednici v roce 1618 s Annou Marií z Lichtenštejna (1597–1640), dcerou českého místodržitele knížete Karla I. z Lichtenštejna a jeho manželky Anny Marie Šemberové z Boskovic a Černé Hory. Krátce po ovdovění se v roce 1640 podruhé oženil s hraběnkou Žofií Anežkou z Mansfeldu (1619–1677), dcerou polního maršála Volfa z Mansfeldu a neteří císařského nejvyššího štolby Bruna z Mansfeldu. 
Pokračovatelem rodu byl nejstarší syn kníže Ferdinand (1636–1698), který dosáhl nejvyšších postů u dvora, ve dvorských službách se uplatnil i nejmladší Filip Zikmund (1651–1716). U Maxmiliánova potomstva je dobře sledovatelná cílevědomá sňatková politika zohledňující mocenské ambice Ditrichštejnů v polovině 17. století. V tomto ohledu lze za nezdařený označit sňatek Marie Terezie (1639–1658), která byla provdána za svého bratrance Karla Adama z Mansfeldu. Marie Terezie zemřela tragicky a předčasně pravděpodobně na následky fyzických útoků ze strany manžela.
Spolu s nevlastním bratrem Janem Maxmiliánem z Lamberka vytvořil Maxmilián z Ditrichštejna svou sňatkovou politikou s vazbami na vídeňský dvůr, zemské úřady v Čechách a na Moravě a přední pozemkové vlastníky rodové klany, jejichž vliv přesahoval několik generací až do poloviny 18. století.
Potomstvo:
- 1. Anna Františka (1621–1685), sňatek 1647, Walter hrabě Leslie (1605–1667), polní maršál
- 2. Marie Eleonora (1623–1687), 1. sňatek 1646 Lev Vilém hrabě z Kounic (1614–1655), nejvyšší sudí na Moravě, 2. sňatek 1663 Bedřich hrabě z Oppersdorffu († 1699), nejvyšší komorník na Moravě
- 3. Johanna Beatrix (1625–1676), sňatek 1644 Karel Eusebius kníže z Lichtenštejna (1611–1684)
- 4. Marie Klára (1626–1667), sňatek 1650 Jan Bedřich hrabě z Trauttmansdorffu (1619–1696), nejvyšší komorník Českého království
- 5. Ferdinand Josef (1628[12]–1698), císařský nejvyšší hofmistr, sňatek 1656 Marie Alžběta hraběnka z Eggenbergu (1640–1715)
- 6. Marie Margareta Josefa (1637–1676), sňatek 1657 Raimund kníže Montecuccoli (1609–1680), polní maršál, prezident dvorské válečné rady
- 7. Maxmilián III. Ondřej (1638–1692), císařský komorník, sňatek 1663 Marie Justina ze Schwarzenbergu (1647–1696)
- 8. Marie Terezie (1639–1658), sňatek 1654 Karel Adam hrabě z Mansfeldu (1629–1662)
- 9. Filip Zikmund (1651–1716), nejvyšší císařský štolba, 1. sňatek 1680 Marie Alžběta Hoffmannová z Grünbühelu (1660–1705), 2. sňatek 1707 Dorota Josefa Jankovská z Vlašimi (1666–1742)
- 10. Marie Sofie (1652–1711), 1. sňatek 1662 František Eusebius hrabě Pötting (1627–1678), vyslanec ve Španělsku, nejvyšší maršálek císařského dvora, 2. sňatek 1681 Václav Ferdinand hrabě z Lobkowicz (1654–1697), vyslanec v Bavorsku a ve Francii

Kníže Maxmilián z Ditrichštejna zemřel v Mikulově a spolu s oběma manželkami je pohřben v rodové hrobce na náměstí v Mikulově.